# Episodi di Lovely Sara
La serie animata Lovely Sara è stata prodotta nel 1985 dalla Nippon Animation in 46 episodi e fa parte del progetto World Masterpiece Theater (Sekai Meisaku Gekijo). La storia è tratta dal romanzo La piccola principessa, della scrittrice statunitense Frances Hodgson Burnett.

## Episodi
| Nº | Titolo italiano Giapponese 「Kanji」 - Rōmaji | In onda           | In onda          |
| Nº | Titolo italiano Giapponese 「Kanji」 - Rōmaji | Giapponese        | Italiano         |
| 1  | Il collegio di Miss Minci 「ミンチン女子学院」 - minchin joshigakuin | 6 gennaio 1985    | 18 febbraio 1986 |
| 1  | Nel 1885 la piccola Sara Morris, una bella ragazzina di dieci anni, arriva assieme al padre a Londra per frequentare il collegio per ragazze di Miss Minci. Il padre di Sara è ricchissimo e Miss Minci riversa sulla ragazzina infinite attenzioni, tra cui assegnarle una grande e lussuosa camera vicino alla sua e una cameriera personale. Sara incontra anche Peter, il ragazzo che si prende cura del suo pony Jumpy. |                   |                  |
| 2  | Priscilla! La mia bambola 「エミリー人形」 - emiri ningyō | 13 gennaio 1985   | 19 febbraio 1986 |
| 2  | Il padre di Sara deve tornare in India: i due assistono alla santa messa alla cattedrale di Saint Paul, dopodiché il signor Morris vuole regalare una bambola alla figlia. Sara vuole una bambola dalle fattezze di Priscilla, vale a dire la sua amica immaginaria. Dopo un'estenuante ricerca per tutta Londra, Sara finalmente trova la sua Priscilla nella vetrina di un sarto e riesce ad ottenerla anche se il proprietario della sartoria non era intenzionato a venderla. La sera il padre deve andarsene: Sara lo saluta, sforzandosi di non piangere. |                   |                  |
| 3  | Il primo giorno di scuola 「はじめての授業」 - hajimeteno jugyō | 20 gennaio 1985   | 20 febbraio 1986 |
| 3  | Mentre Sara fa colazione nella sua stanza privata, le altre ragazze mangiano nella sala da pranzo, sotto il controllo severo di Miss Minci. Quando arriva in classe, Sara viene schernita dalle compagne, in particolare da Lavinia, la rappresentate del collegio, e dalle sue amiche Jessie e Barbara. Quando arriva il professore di francese, Monsieur Dupont, Sara parla a lui in tale lingua, dimostrando di conoscerla perfettamente, venendo messa in ridicolo davanti alla classe e facendo arrabbiare la direttrice. |                   |                  |
| 4  | La mia amica Margherita 「親友アーメンガード」 - shinyū amengado | 27 gennaio 1985   | 21 febbraio 1986 |
| 4  | Sara fa amicizia con Margherita, una ragazzina non molto intelligente e non portata per gli studi, perciò derisa e sbeffeggiata dalle compagne. Le due bambine vanno a trovare Elisa, la zia di Margherita, in occasione del suo compleanno. Purtroppo Miss Minci scopre la loro fuga e si arrabbia con loro. |                   |                  |
| 5  | Lalla sempre in lacrime! 「泣き虫ロッティ」 - naki mushi rottei | 3 febbraio 1985   | 22 febbraio 1986 |
| 5  | Lalla, una bambina di 4 anni, piange frequentemente e scappa dal collegio. Sara e Peter in carrozza vanno a cercarla e la trovano in un parco nelle vicinanze, venendo poco dopo raggiunte da Miss Minci e da sua sorella Amelia. Al collegio la piccola spiega che le è morta la mamma; con tanta pazienza Sara riesce a calmarla e da quel momento diventa per Lalla "Mamma Sara". |                   |                  |
| 6  | Becky, piccola Cenerentola 「灰かぶりベッキー」 - hai kaburi bekki | 10 febbraio 1985  | 25 febbraio 1986 |
| 6  | Sara e Lalla vanno in carrozza a imbucare delle lettere. Tornate al collegio le due bambine incontrano una ragazza di nome Becky, che è la nuova cameriera. Su di lei vengono subito scaricati i lavori più faticosi. Nel frattempo Sara racconta alle bimbe più piccole la fiaba di Cenerentola, venendo sentita anche da Becky. Quella sera, Becky rovescia la pentola con la minestra per tutte le ragazze, ma Sara interviene in sua difesa, seguita dalle altre bambine. Più tardi Becky va in soffitta, venendo vista da Sara, che è in pensiero per lei. |                   |                  |
| 7  | L'allieva modello 「代表生徒」 - daihyō seito | 17 febbraio 1985  | 26 febbraio 1986 |
| 7  | Lavinia, Jessie e Barbara fanno un dispetto a Margherita, facendo arrivare lei e Sara in ritardo al ritrovo per andare a messa. Miss Minci allora manda Sara davanti alla fila e Lavinia in fondo, con sua grande irritazione. Quel giorno, mentre delle persone importanti (tra cui la moglie del sindaco) visitano il collegio, Sara viene mostrata con orgoglio da Miss Minci, facendo arrabbiare ancora di più Lavinia. |                   |                  |
| 8  | Una nuova amicizia 「親切なお嬢様」 - shinsetsu nao jōsama | 24 febbraio 1985  | 27 febbraio 1986 |
| 8  | Tra le tante lezioni che le allieve devono seguire, vi è quella di portamento, dove Sara primeggia suscitando ancora di più la gelosia di Lavinia, che le fa lo sgambetto. Al ritorno nella sua stanza, Sara apprende che Becky deve lavorare duramente e dormire in soffitta. Dopo una lezione di valzer, Sara torna in camera e trova su una sedia a dondolo Becky esausta; le due iniziano subito a fare amicizia. |                   |                  |
| 9  | Una lettera dall'India 「インドからの手紙」 - indo karano tegami | 3 marzo 1985      | 28 febbraio 1986 |
| 9  | Mentre Sara dà una festa in camera sua, dall'India arriva una lettera di suo padre, che le preannuncia che, con un suo caro amico, sta per concludere un affare con una miniera di diamanti. Le compagne sono molto invidiose della cosa, specialmente Lavinia, e subito Sara comincia ad essere soprannominata "la principessa dei diamanti". |                   |                  |
| 10 | Due regali 「二つのプレゼント」 - futatsu no purezento | 10 marzo 1985     | 1º marzo 1986    |
| 10 | Lavinia schernisce Sara, siccome ritiene che i diamanti si trovino solo in Africa e che il signor Morris stia solo mentendo. Inoltre si avvicina il compleanno di Sara e Miss Minci regala un abito sontuoso sia a lei, sia alla sua bambola Priscilla. Ma il regalo più gradito per Sara è il puntaspilli che Becky le ha fabbricato con tanto amore. |                   |                  |
| 11 | Il compleanno della principessa 「プリンセスの誕生日」 - purinsesu no tanjōbi | 17 marzo 1985     | 3 marzo 1986     |
| 11 | È il compleanno di Sara e si tiene una costosa festa in suo onore. Qui Peter le regala un'ocarina mentre Miss Minci una lussuosa casa delle bambole. Mentre le ragazze, tranne Becky, sono al rinfresco, l'avvocato Barrow fa visita al collegio per informare gli adulti che il padre di Sara è deceduto e che la miniera è risultata improduttiva. L'avvocato esige quindi ogni oggetto costoso di Sara entro il giorno dopo, facendo infuriare Miss Minci. Poco dopo quest'ultima riferisce a Sara la terribile notizia e annuncia che dovrà andarsene dal collegio. |                   |                  |
| 12 | In soffitta 「屋根裏の暗い部屋」 - yaneura no kurai heya | 24 marzo 1985     | 4 marzo 1986     |
| 12 | Tutto ciò che Sara possiede viene venduto per pagare i suoi debiti. Miss Minci decide di non cacciare Sara per non rovinare la reputazione della scuola, ma di tenerla come sguattera. I ricchi abiti della ragazzina vengono sostituiti con un vecchio vestito e Sara ora è costretta a vivere in una lugubre stanzetta in soffitta, accanto a quella di Becky. |                   |                  |
| 13 | Un giorno di duro lavoro 「つらい仕事の日」 - tsurai shigoto no nichi | 31 marzo 1985     | 5 marzo 1986     |
| 13 | Becky non dimentica Sara, che le è stata sempre amica; in questo momento terribile le rimane vicina. Dopo il licenziamento della cameriera personale di Sara, la protagonista è costretta a lavorare duramente insieme a Becky; inoltre Miss Minci proibisce alle allieve di parlare con Sara. |                   |                  |
| 14 | Una visita a mezzanotte 「深夜のお客さま」 - shinya noo kyaku sama | 7 aprile 1985     | 6 marzo 1986     |
| 14 | A Sara è proibito parlare con le ex compagne, mentre Lavinia si diverte a far sì che Sara venga punita. Margherita crede invece che la ragazzina la eviti perché non intende essere più sua amica. È disperata e, per chiarirsi con Sara, quella notte si introduce nella soffitta dell'amica. Sara le spiega tutti i problemi che sta incontrando ed è sollevata nello scoprire che i veri amici si riconoscono nella sventura. |                   |                  |
| 15 | Peter, ragazzo di città 「街の子ピーター」 - machi no ko pita | 14 aprile 1985    | 7 marzo 1986     |
| 15 | Nonostante sia domenica, Becky e Sara devono lavorare, con quest'ultima costretta a subire le angherie di Lavinia. Sara viene poi mandata a far la spesa al mercato di Covent Garden e la cuoca Molly le affida tre scellini, imponendole di spendere al più 2 scellini e 8 pence. Arrivata a destinazione dei bambini poveri le rubano 2 scellini. Poco dopo incontra Peter che decide di aiutarla, facendosi dare le verdure da suo zio a prezzo ridotto, ripagando il debito lavorando per lui. |                   |                  |
| 16 | Un'avventura di Lalla 「ロッティの冒険」 - rottei no bōken | 21 aprile 1985    | 8 marzo 1986     |
| 16 | La piccola Lalla sente la mancanza di "Mamma Sara" e di notte ha un incubo: nelle vesti di Cappuccetto Rosso attraversa il bosco con gli alberi che, impaurendola, si animano e assumono i volti di Lavinia e Miss Minci. Quando finalmente riesce a giungere ad una casetta, scopre che nel letto c'è il lupo travestito da nonna, pronto a mangiarla, quindi si sveglia di colpo. Decide dunque di andare a trovare Sara, dove lei le fa immaginare una stanza lussuosa e conoscere Mel, un topino che con una famiglia divide la stanzetta con lei. |                   |                  |
| 17 | Problemi per un topolino 「小さな友メルの家族」 - chiisa na tomo meru no kazoku | 28 aprile 1985    | 10 marzo 1986    |
| 17 | Margherita nottetempo va a trovare furtivamente Sara nella sua soffitta, e fa la conoscenza del topolino che Sara ha chiamato Mel. Margherita cerca di procurarsi del pane avanzato dai piatti delle altre allieve per sfamare il topolino, ma viene scoperta da Lavinia che racconta immediatamente tutto a Miss Minci. Quest'ultima, inorridita dal fatto che Margherita si procuri del pane avanzato dai piatti delle sue compagne, cerca di farsi spiegare il perché di questo assurdo comportamento, ma Margherita per non tradire Sara decide di non dire una parola, motivo che scatena l'ira di Miss Minci, che punisce Margherita chiudendola nella sua stanza e isolandola dalle sue compagne. Sara scopre l'accaduto e, sentendosi in colpa, decide di andare a trovare Margherita in camera, regalandole una mela, venendo poi sgridata da Molly, ma difesa da Becky. |                   |                  |
| 18 | Una triste festa di maggio 「悲しいメイポール祭」 - kanashi i meiporu matsuri | 5 maggio 1985     | 11 marzo 1986    |
| 18 | È il 1º maggio, ossia il giorno della rugiada magica. Mentre le studentesse sono all'aperto a prendere la rugiada, Sara e Becky sono costrette a lavorare. In seguito Lalla dà a Sara una boccetta di rugiada, ma quest'ultima viene sgridata da Miss Minci per essersi presa confidenza con la piccola. Inoltre Sara viene mandata al mercato, malgrado lei e Becky abbiano fame e vorrebbero mangiare. Ritornando dal mercato, incontra Donald, un bambino figlio di una ricca famiglia, che vedendola pallida e vestita di stracci le dà in elemosina una moneta da sei pence. Sara si rende conto di sembrare una mendicante e rimane sconvolta da questo avvenimento. |                   |                  |
| 19 | Si riaccende la speranza 「インドからの呼び声」 - indo karano yobigoe | 12 maggio 1985    | 12 marzo 1986    |
| 19 | Tutte le lettere che Sara aveva scritto al padre in India sono state respinte e le vengono restituite: questa è un'ulteriore conferma della morte del padre. Sara viene poi mandata a fare la spesa e, mentre lei è fuori, con l'aiuto di Peter riesce ad inviare una lettera in India alla polizia di Bombay per avere più informazioni. Tuttavia al collegio viene sgridata e punita per aver fatto tardi. |                   |                  |
| 20 | L'ospite misteriosa 「謎の特別室生徒」 - nazo no tokubetsushitsu seito | 19 maggio 1985    | 13 marzo 1986    |
| 20 | Al collegio arriveranno degli ospiti importanti: mentre Becky deve pulire l'ex stanza di Sara, quest'ultima è costretta ad andare al mercato, per comprare fiori, verdura e roast beef. Tornata al collegio, la ragazza apprende che in visita vi sono i genitori di Lavinia e che lei occuperà la vecchia camera di Sara. Lavinia pretende inoltre che Sara diventi la sua cameriera personale. Sara accetta, ma la sua vera storia viene a galla. Il padre di Lavinia comprende quindi la meschinità e la crudeltà della figlia e la punisce con uno schiaffo; inoltre dice a Miss Minci di eliminare ogni trattamento a favore di Lavinia. |                   |                  |
| 21 | Lacrime di dolore 「涙の中の悲しみ」 - namida no nakano kanashimi | 26 maggio 1985    | 14 marzo 1986    |
| 21 | Lavinia, Jessie e Barbara, nonostante le pulizie effettuate da Becky, ordinano a Sara di pulire la stanza, ma solo per divertirsi a umiliarla. Sara ordina quindi alle tre ragazze insolenti di uscire dalla stanza, così che lei possa pulire, ma viene per questo ripresa da Miss Minci. Quest'ultima strumentalizza l'accaduto per invitare i cuochi Molly e James a essere ancora più severi con Sara, che viene poi mandata da loro due al mercato. Una volta riportata in cucina la spesa, la ragazza viene mandata nuovamente al mercato da James per comprare delle patate (che il cuoco si era di proposito dimenticato di scrivere nella lista). Mentre Sara è fuori comincia a piovere e, dopo una serie di disavventure, ritorna inzuppata d'acqua con solo delle patate germogliate. Molly decide allora di punire le due sguattere costringendole a mangiare quelle patate. |                   |                  |
| 22 | Una festa in soffitta 「屋根裏のパーティー」 - yaneura no patei | 2 giugno 1985     | 15 marzo 1986    |
| 22 | Una notte Lalla e Margherita vanno a trovare Sara in soffitta. Nel frattempo Becky cerca di portare del cibo a Sara, che non ha potuto cenare, ma Miss Minci la scopre e va su tutte le furie. Le quattro ragazze, in camera di Sara, decidono di organizzare una festa con quello che hanno e immaginando di essere a Versailles. Jessie e Barbara però scoprono quanto sta accadendo e lo raccontano a Lavinia, che lo riferisce alla direttrice. Quest'ultima irrompe in camera di Sara e la punisce, costringendola a saltare il giorno dopo colazione, pranzo e cena. |                   |                  |
| 23 | Sara, tenero cuore 「親切なパン屋さん」 - shinsetsu na pan ya san | 9 giugno 1985     | 17 marzo 1986    |
| 23 | Sara e Becky hanno fame e cercano qualcosa da mangiare in cucina, ma per poco non vengono scoperte da Molly. Mentre Sara pulisce a stento le scale, Lavinia, Jessie e Barbara le fanno cadere il secchio pieno di acqua saponata, che atterra in testa a Miss Minci. Quest'ultima si infuria e per punire la bambina la manda a fare una commissione sotto la pioggia. Una volta fuori dal collegio, Sara trova per terra una moneta da 4 pence vicino ad una panetteria e vede una piccola mendicante che probabilmente ha più fame di lei. Sara compra 5 panini con l'uvetta coi soldi trovati poco prima e ne regala quattro alla mendicante. La fornaia assiste incredula alla scena e ritiene che Sara sia "un vero angelo del cielo". Al collegio Sara e Becky dividono l'ultimo panino, contente di potersi finalmente sfamare. |                   |                  |
| 24 | Il destino di Priscilla 「エミリーの運命」 - emiri no unmei | 16 giugno 1985    | 18 marzo 1986    |
| 24 | Per il suo compleanno Lavinia dà una festa. Lavinia pretende che Sara le regali la sua bambola Priscilla. Solo l'opposizione delle compagne la fanno desistere dal suo meschino intento. |                   |                  |
| 25 | Principessa per un giorno 「一日だけのシンデレラ」 - tsuitachi dakeno shinderera | 23 giugno 1985    | 19 marzo 1986    |
| 25 | La moglie del sindaco ritorna in visita al collegio e desidera rivedere quella bambina che tanto l'aveva strabiliata con la sua bravura e la sua grazia. Non volendo farle apprendere la verità, Miss Minci permette a Sara di tornare in classe nel ruolo di rappresentante, con disappunto di Lavinia. Dopo la lezione di francese, Sara viene elogiata dalla moglie del sindaco e dagli altri visitatori, salvo poi venir schernita da Lavinia, Barbara e Jessie una volta che i visitatori se ne sono andati con Miss Minci. Nel frattempo la moglie del sindaco ritiene che Sara possa insegnare francese alle bambine più piccole, venendo sentita da Becky. Lei lo riferisce all'amica, facendola diventare felice. Tuttavia Miss Minci dichiara che ciò non cambierà il rango di Sara. |                   |                  |
| 26 | La giovane insegnante 「年少組の小さな先生」 - nenshōgumi no chiisa na sensei | 30 giugno 1985    | 20 marzo 1986    |
| 26 | Oltre a lavorare come sguattera, Sara deve insegnare francese alle bambine più piccole. La nuova attività di Sara, più adatta ai suoi meriti, sembra procedere per il meglio fino a quando Lalla non chiede alla giovane insegnante di raccontare a lei e alle altre allieve la storia del re Alfredo il Grande. Egli perse una battaglia contro i Vichinghi e si rifugiò in una foresta. Dopo una lunga marcia il re e i suoi uomini vennero ospitati nella capanna di un pastore, spacciandosi per cacciatori. La moglie del pastore chiese al sovrano di tenere d'occhio le focacce che stavano cuocendo, ma il re si dimenticò e le focacce bruciarono, facendo infuriare la donna, che tirò uno schiaffo al re. In quel momento Miss Minci irrompe in stanza e tira a Sara uno schiaffo. Interviene però Monsieur Dupont, che fa vergognare la direttrice di questa sua azione, rinfacciandole il fatto che lei si è comportata come la moglie del pastore della storia.                                                                       |                   |                  |
| 27 | Addio professore! 「デュファルジュ先生の帰国」 - deyufaruju sensei no kikoku | 7 luglio 1985     | 21 marzo 1986    |
| 27 | Lavinia e le sue amiche obbligano Sara a fare per loro il compito di francese, ma il professore si accorge della cosa e le tre fanno una brutta figura. Per evitare che Miss Minci scopra la verità, Lavinia dice alla direttrice di non sopportare il fatto che Dupont abbia tanta stima per Sara. Miss Minci decide allora di licenziarlo. Poco dopo Sara scappa dal collegio per andare a trovare Dupont e i due piangono a dirotto. |                   |                  |
| 28 | Viva le vacanze! 「夏休みの大騒動」 - natsuyasumi no oosōdō | 14 luglio 1985    | 22 marzo 1986    |
| 28 | La scuola chiude per le vacanze estive e i genitori delle studentesse passano in collegio a prendere le loro figlie. Nonostante la chiusura del collegio, Sara e Becky devono lavorare ugualmente: occorre pulire le aule, andare al mercato, lavare i panni e servire a tavola Miss Minci e Amelia. Quella sera la direttrice, per tagliare le spese del collegio, dichiara che Becky tornerà a casa dalla famiglia e che Sara resterà al collegio a lavorare. |                   |                  |
| 29 | Becky torna a casa 「ベッキーの里帰り」 - bekki no satogaeri | 21 luglio 1985    | 24 marzo 1986    |
| 29 | Siccome Becky parte, Sara ha più lavoro da sbrigare da sola. In seguito Sara accompagna Becky alla stazione e Peter dà loro un passaggio in carrozza. Dopo un triste saluto, Becky parte per casa, mentre Sara torna al collegio. Una volta a casa Becky riabbraccia la famiglia. |                   |                  |
| 30 | Il nuovo vicino 「インドからきた紳士」 - indo karakita shinshi | 4 agosto 1985     | 25 marzo 1986    |
| 30 | Sara riceve una lettera da Becky, con scritto che lei e la sua famiglia devono lavorare nei campi, per poter ripagare i debiti. Nella casa accanto al collegio, da tempo disabitata, c'è parecchio movimento. Sotto gli occhi incuriositi di Sara vengono trasportati nella casa mobili e suppellettili che le ricordano l'India, la sua terra natale. |                   |                  |
| 31 | Uno strano incontro in soffitta 「屋根裏にきた怪物」 - yaneura nikita kaibutsu | 11 agosto 1985    | 26 marzo 1986    |
| 31 | Sara è felice perché Becky è tornata al collegio prima del tempo. Ma al ritorno nella sua stanzetta Becky scopre che la scimmietta di Chrisford, il nuovo inquilino della casa accanto, passando per i tetti, si è rifugiata nella soffitta del collegio. Il servitore Ram Dass riesce a recuperarla e a riportarla a casa. |                   |                  |
| 32 | I misteri della casa accanto 「壁の向う側の秘密」 - kabe no mū gawa no himitsu | 18 agosto 1985    | 27 marzo 1986    |
| 32 | Chrisford è talmente debilitato che si muove su una sedia a rotelle. Il papà di Donald, l'avvocato Mr. Carrisford, desidera che Chrisford si faccia coraggio, lasciando il passato alle spalle. Chrisford si sente in colpa perché desidera ritrovare la figlia del suo amico Ralph: è preoccupato che ella non abbia nessuno al mondo e ritiene che ciò sia per colpa sua. Chrisford e Ralph gestirono una miniera di diamanti, ma dopo la morte di Ralph la sua unica figlia scomparve; Chrisford ora sta facendo ogni sforzo per ritrovarla e consegnarle l'enorme fortuna che le spetta. |                   |                  |
| 33 | Ricomincia la scuola 「新学期のいじわる」 - shingakki noijiwaru | 25 agosto 1985    | 28 marzo 1986    |
| 33 | Sta per ricominciare la scuola: Miss Minci controlla scrupolosamente che tutto sia in ordine e pulito. Ritornano poi le amiche di Sara, ma anche Lavinia, che ricomincia a tormentarla. Durante un litigio, Lavinia tira la sua lavagnetta in testa a Sara che, cercando di evitarla, la scaglia contro una finestra, rompendola. Lavinia rigira l'accaduto, incolpando Sara, e Miss Minci la obbliga a passare da un vetraio. Finito il lavoro Sara paga il vetraio con una moneta da ricevuta in regalo da Donald; Becky piange commossa, perché temeva di dover pagare col suo stipendio. |                   |                  |
| 34 | Pioggia d'autunno 「嵐の中のつぐない」 - arashi no nakano tsugunai | 8 settembre 1985  | 29 marzo 1986    |
| 34 | Sotto la pioggia, Sara deve raccogliere il carbone, per poi accendere la stufa e i caminetti. Più tardi Lavinia insegue Cesare, il gatto del collegio, che fa cadere l'inchiostro sul vestito della bulla. Sara viene incolpata e per rimediare corre disperata sotto il temporale fino al negozio di sartoria dove tempo addietro comprò la bambola Priscilla. Il padrone del negozio, che la riconosce nonostante le sue misere condizioni, riesce a smacchiare perfettamente l'abito. Dopo aver raccontato al sarto la sua storia, Sara torna al collegio indebolita, dove restituisce l'abito a Lavinia. Lei, in presenza di Miss Minci, ha la faccia tosta di raccontarle che Sara ha macchiato di proposito il vestito soltanto per invidia. |                   |                  |
| 35 | Una grave malattia 「消えそうないのち」 - kie sōnainochi | 22 settembre 1985 | 31 marzo 1986    |
| 35 | Sara è molto malata. Miss Minci si rende conto della gravità del problema, ma per risparmiare fa chiamare il dottor Wild, un medico a buon mercato dedito all'alcool. Egli afferma che Sara è molto malata ed è troppo tardi per salvarla. Miss Minci però, mentendo, dice alle ragazze che la malattia di Sara non è grave e proibisce a tutte di andare a trovarla. Nottetempo Margherita si reca di nascosto in stanza di Sara e ha un'idea: prendere delle medicine da sua zia Elisa. Becky si offre volontaria e, insieme a Peter, va a casa di Elisa, che dona loro un preparato alle erbe. |                   |                  |
| 36 | Magica realtà 「魔法のはじまり」 - mahō nohajimari | 29 settembre 1985 | 1º aprile 1986   |
| 36 | Mentre Sara è ancora malata, Ram Dass su ordine del padrone le fa visita, trovandola debilitata. Più tardi Ram Dass riferisce tutto a Chrisford, che accetta di aiutarla. Quella notte Ram Dass e gli altri servitori indiani puliscono la stanza di Sara, accendono il caminetto e le donano una nuova coperta, nonché vari mobili e una tavola imbandita. Più tardi la ragazzina si riprende e, quando vede le migliorie, crede inizialmente che sia tutto un sogno. Dopo aver realizzato che non è un sogno, Sara invita Becky e le due si rifocillano. |                   |                  |
| 37 | Le peripezie di Peter 「屋根裏は大混乱」 - yaneura ha daikonran | 6 ottobre 1985    | 2 aprile 1986    |
| 37 | È mattino e Sara si alza dal letto. Molly però crede che lei abbia rubato del cibo e decide di ispezionare la stanza, insieme a Miss Minci. I servitori indiani riescono in tempo a rimuovere quanto regalato, per non far insospettire gli adulti. In mensa Sara è accolta calorosamente dalle altre bambine, tranne Lavinia, Jessie e Barbara. Ritenendo che Sara si sia ammalata per il troppo lavoro, Miss Minci annuncia che non insegnerà più francese, ma lavorerà solo in cucina. Mentre Sara e Becky sono al mercato, Peter è preoccupato per la salute dell'amica e si traveste da spazzacamino per andarla a trovare. Sfortunatamente la protagonista non c'è. Più tardi le due sguattere tornano dal mercato e incontrano Peter, che è felice per la guarigione di Sara. |                   |                  |
| 38 | I sospetti di Miss Minci 「こわされた魔法」 - kowasareta mahō | 13 ottobre 1985   | 3 aprile 1986    |
| 38 | Miss Minci, James e Molly sospettano che Sara mangi qualcosa di nascosto. La cuoca apprende poi che il falso spazzacamino era Peter e che quest'ultimo ha donato una mela a Sara. Furiosa, Miss Minci decide di perquisire la camera di Sara ma non trova nulla. Quella notte, mentre Sara e Becky stanno per mangiare il cibo offerto da Chrisford, vengono scoperte da Miss Minci, James e Molly. Credendo che quanto presente in camera sia stato rubato da Peter, la malvagia direttrice ordina di portare via tutto e Sara viene mandata a dormire nella stalla dove un tempo ci abitava il suo pony Jumpy. |                   |                  |
| 39 | Nella stalla 「馬小屋の寒い夜」 - umagoya no samui yoru | 20 ottobre 1985   | 4 aprile 1986    |
| 39 | In collegio arriva una nuova professoressa di francese: Madame Pascal. Più tardi Molly e James annunciano che Sara non può più andare al mercato: d'ora in poi tocca a Becky. Nel frattempo Lavinia racconta a Margherita di odiare Sara perché era invidiosa di lei e ora non sopporta il fatto che lei sia mentalmente la più forte. |                   |                  |
| 40 | Cara Miss Amelia! 「アメリア先生の涙」 - ameria sensei no namida | 27 ottobre 1985   | 5 aprile 1986    |
| 40 | Miss Minci ha un importante appuntamento con la moglie del sindaco: tocca ad Amelia accompagnare le allieve a messa. Amelia decide inoltre di portare le ragazze a fare una passeggiata e un picnic a St. James's Park: incarica Becky e Sara di portare il pranzo al parco; tuttavia Molly e James decidono di non mettere nei cestini le loro porzioni di cibo, per costringerle a tornare presto. Mentre sono al parco, le due sguattere sentono le urla di Amelia, che è inseguita da un cane e cade in un laghetto, facendosi male alla schiena. Sara va al mercato per chiedere aiuto a Peter, che riporta al collegio l'infortunata donna con un carro. Più tardi, mentre Sara le fa dei massaggi, Miss Minci scopre l'accaduto e si arrabbia con la sorella. Mentre Sara continua coi massaggi, Amelia racconta la sua storia: lei e sua sorella persero i genitori da piccole; Miss Minci dovette lavorare e assistette Amelia negli studi. Anni dopo Miss Minci assunse la direzione del collegio, ma finì per perdere il suo buon cuore. |                   |                  |
| 41 | La notte dei fantasmi 「妖精たちのパーティ」 - yōsei tachino patei | 3 novembre 1985   | 7 aprile 1986    |
| 41 | Becky e Sara devono andare a fare la spesa per la festa di Halloween. Nel frattempo Chrisford chiede al sarto di confezionare un abito per Sara. Quella sera, dopo il lavoro, anche Sara e Becky possono partecipare alla festa. Uno dei tanti giochi che le ragazze fanno per "prevedere il futuro" mostra uno strano presagio: Sara e Becky, nonostante le tante avversità della vita, sembrano destinate ad una lunga vita felice come amiche inseparabili. La festa finisce quando Lalla fa cadere la candela del suo Jack-o'-lantern nella stalla, provocando un incendio, perché Lavinia, Jessie e Barbara travestite da fantasmi la spaventano. Sara va nella stalla in fiamme per salvare Priscilla e una foto di famiglia, ma rimane attanagliata dal fuoco. |                   |                  |
| 42 | Un penoso addio 「雪の日の追放」 - yuki no nichi no tsuihō | 10 novembre 1985  | 8 aprile 1986    |
| 42 | Sara riesce a fuggire dalla stalla in tempo, ma Miss Minci la accusa di aver tentato di incendiare il collegio. Dopo aver rinfacciato alla direttrice del suo orribile comportamento, Sara decide di andarsene. Dopo aver salutato le sue amiche in lacrime, Sara se ne va dal collegio e vaga disperata lungo le strade. Più tardi, viene notata da Peter, che la ospita a casa sua. |                   |                  |
| 43 | Un bellissimo regalo 「幸せの素敵な小包」 - shiawase no suteki na kodutsumi | 8 dicembre 1985   | 9 aprile 1986    |
| 43 | Sara per guadagnare qualche soldo è cerca di vendere i fiammiferi ai passanti, ma l'unico cliente è Donald. A casa, Sara incontra Amelia, la quale le riferisce che sua sorella vorrebbe il suo ritorno al collegio; inizialmente titubante, Sara accetta di tornarvi. Nel suo studio, Miss Minci rimprovera Sara per la sua azione, dopodiché le mostra un pacco a lei destinato. All'interno di esso vi sono vari sontuosi regali, facendo insospettire Miss Minci. Realizzando che Sara ha un misterioso tutore, la direttrice ricomincia a trattarla con riguardo, sebbene la faccia ancora vivere in soffitta. La ragazza decide di scrivere una lettera di ringraziamento e lasciarla sul tavolo in soffitta. Quella notte, Ram Dass la prende. |                   |                  |
| 44 | È lei la bimba! 「おお この子だ!」 - oo kono ko da ! | 15 dicembre 1985  | 10 aprile 1986   |
| 44 | La lettera giunge a Chrisford, che spiega Ram Dass di essere preoccupato per la bambina che sta cercando. L'avvocato Carrisford, insieme ai figli, fa visita a Chrisford. Mentre Sara e Becky stanno parlando nella stanzetta, vedono la scimmietta di Chrisford. Sara riporta di nascosto la scimmietta dal legittimo proprietario, che scopre con infinita gioia che le sue lunghe ricerche sono terminate. |                   |                  |
| 45 | Scacco matto a Miss Minci! 「ミンチン院長の後悔」 - minchin inchō no kōkai | 22 dicembre 1985  | 11 aprile 1986   |
| 45 | Per colpa di una soffiata da parte di Lavinia, Miss Minci scopre che Sara è andata nella casa vicina. Crede che la ragazza voglia chiedere protezione all'inquilino misterioso sparlando del collegio e si precipita nella casa, decisa a riportarla in collegio con la forza. Scopre con stupore che Sara è di nuovo diventata la "principessa dei diamanti", perché Chrisford era in realtà il socio in affari dell'ormai defunto padre di Sara e la miniera nella quale aveva investito si era scoperta produttiva. Al collegio, Amelia rinfaccia a Miss Minci di essere una donna senza pietà. La direttrice scoppia in un pianto senza fine, rendendosi finalmente conto dei suoi torti. |                   |                  |
| 46 | Arrivederci Sara! 「また逢う日まで」 - mata au nichi made | 29 dicembre 1985  | 12 aprile 1986   |
| 46 | Sta arrivando Natale: Miss Minci annuncia che Sara continuerà a studiare in collegio, ma vivrà in a casa di Chrisford. Tutte le bambine sono contente di ciò, tra cui Lavinia, che intende diventare sua amica. Sara inoltre porta vari regali al collegio e ritorna proprietaria di Jumpy. Dopo aver ringraziato Peter, Sara va in carrozza in città. Si ferma nella panetteria dove giorni prima aveva comprato cinque panini per poi regalarne quattro ad una bambina affamata, per scoprire che quella ragazzina ora ha una casa ed un lavoro nella panetteria. Alcuni giorni dopo Sara deve partire con il suo nuovo tutore per l'India, insieme a Becky, anche se promette alle amiche che ritornerà presto. |                   |                  |